# Stugeta umbrosa
Stugeta umbrosa is een vlinder uit de familie van de Lycaenidae. De wetenschappelijke naam van de soort is voor het eerst gepubliceerd in 1885 door Arthur Gardiner Butler.
De soort komt voor in de droge savannen van Soedan, Ethiopië, Somalië en Kenia.